# Militär dykning
Militär dykning är dykning där uppgifterna är militära och kan utföras av attackdykare, mindykare, amfibiedykare, fältarbetsdykare, fartygsdykare eller
röjdykare.